# رأس النبع
راس النبع هي منطقة من مناطق مدينة بيروت العاصمة اللبنانية. وكان يروى أن بها ينابيع مياه كثيرة.

## التسمية
يعود تسمية المنطقة إلى منبع جدول مائي كان ينساب منه باتجاه قرية الكراوية ومنثم إلى ساحة الدركة في الجهة الجنوبية لسور بيروت. 